# Liujing Yizu Xiang
Liujing Yizu Xiang (kinesiska: 柳井, 柳井彝族乡) är en socken i Kina. Den ligger i provinsen Yunnan, i den sydvästra delen av landet, omkring 260 kilometer sydost om provinshuvudstaden Kunming. Antalet invånare är 12 392. Befolkningen består av 5 947 kvinnor och 6 445 män. Barn under 15 år utgör 23,0 %, vuxna 15-64 år 66 %, och äldre över 65 år 10,0 %.
Genomsnittlig årsnederbörd är 1 627 millimeter. Den regnigaste månaden är juli, med i genomsnitt 360 mm nederbörd, och den torraste är februari, med 16 mm nederbörd.